# Cerro Batoví
Cerro Batoví je vrch v Uruguayi, vysoký 224 m. Nachází se v pásmu Cuchilla de Haedo 
25 km jižně od města Tacuarembó. Kopec je dostupný po státní silnici č. 5, na jeho úpatí leží vesnice Sauce de Batoví. Jeho stáří se odhaduje na 200 milionů let.
Výraz „batoví“ znamená v guaranštině „dívčí ňadro“ a odkazuje k charakteristickému tvaru kopce. Cerro Batoví je výraznou dominantou okolních plání a je vyobrazeno ve znaku departementu Tacuarembó, přijatém v roce 1960.